# Lina Luna
Lina María Luna Rodríguez (Bogotá, 14 de julio de 1984) es una actriz y cantante colombiana, reconocida por su papel como Marcela Mejía en el seriado juvenil Francisco el matemático y por interpretar a Kelly Rocha en la serie de comedia Casados con hijos en su versión colombiana.

## Carrera
Lina, hija de la actriz Myriam de Lourdes y hermana de la también actriz Carolina Sabino y del mánager de artistas Joaquín Rodríguez, inició su carrera en la televisión a los cinco años cuando apareció en el elenco del programa infantil Pequeños gigantes. Su talento para actuar y cantar la llevó a integrar otros programas de corte juvenil como Noti tuti cuanti e Imagínate. En 1994 protagonizó el seriado Vida de mi vida. De 1999 a 2002 interpretó el papel de Marcela Mejía en la popular serie juvenil Francisco el matemático. En 2002 debutó en el cine en la película de Julio César Luna y Guillermo Rincón After Party y apareció en la telenovela Milagros de amor. 
Dos años más tarde encarnó a Ángela Zamora en la telenovela Me amarás bajo la lluvia y protagonizó junto a Lorna Paz, Santiago Rodríguez e Iván González la sitcom Casados con hijos, basada en la serie estadounidense Married... with children. En 2007 protagonizó uno de los episodios de la serie Mujeres asesinas y un año después realizó su última aparición en televisión interpretando a Catalina en la telenovela Cómplices. A partir de ese momento se alejó de la industria del entretenimiento y empezó a dedicarse a la mercadotecnia y la publicidad.

## Filmografía seleccionada

### Cine y televisión
- 1987 - Pequeños gigantes
- 1987 - Noti tuti cuanti
- 1990 - Imagínate
- 1994 - Vida de mi vida
- 1999 - Francisco el matemático
- 2002 - After Party
- 2002 - Milagros de amor
- 2004 - Me amarás bajo la lluvia
- 2004 - Casados con hijos
- 2007 - Mujeres asesinas
- 2008 - Cómplices